# كوفي منساه
كوفي منساه (بالهولندية: Kofi Mensah)‏ (8 مارس 1978 في غانا - ) هو لاعب كرة قدم هولندي في مركز الدفاع. شارك مع منتخب هولندا تحت 21 سنة لكرة القدم. أما مع النوادي، فقد لعب مع أدو دين هاغ وأنورثوسيس فاماغوستا وأياكس أمستردام وناك بريدا وTema Youth F.C. ‏ وRochester Rhinos ‏ والمير سيتي.

## وصلات خارجية
- كوفي منساه على موقع قاعدة بيانات كرة القدم.إي يو (الإنجليزية)